# Hafen Getmold
Der Hafen Getmold ist ein Binnenhafen bestehend aus einer Lände und einem Yachthafen auf dem Gebiet der Stadt Preußisch Oldendorf (Ortsteil Getmold) im Kreis Minden-Lübbecke, Nordrhein-Westfalen.

## Geographie
Der Hafen Getmolds liegt vier Kilometer nördlich des Ortskernes von Preußisch Oldendorf auf einer Höhe von 50,3 m ü. NN bei Kilometer 70,7 bis 71,7 an der Bundeswasserstraße Mittellandkanal (MLK). 
Östlich wird er von der L 557 begrenzt, neben der der Große Dieckfluss in einem 80 m langen Düker den Kanal unterquert.
| Lage: Gewässer – km | Hafen:      | Beschreibung                        | Kailänge         | Ausstattung                              |
| ------------------- | ----------- | ----------------------------------- | ---------------- | ---------------------------------------- |
| MLK 70,8 Süd        | Yachthafen  | Freizeitschifffahrt und Liegeplätze | 170 m, geböscht  | Stege, 40 Liegeplätze, 2,5 m Wassertiefe |
| MLK 70,9 Süd        | Lände       | Hafen Getmold                       | 800 m, gespundet | 1 Mobilkran, Lagerflächen, Silos, Waage  |
| MLK 71,2 Nord       | Wendestelle |                                     |                  | bis 100 m Schiffslänge                   |

## Geschichte
Um 1914 erreichte der Mittellandkanal im Zuge des Baufortschrittes nach Osten hin Getmold, jedoch gab es dort zunächst keinen eigenen Hafen. Gebaut wurde dieser in den 1930er Jahren als ein Rüstungsprojekt des Zweiten Weltkrieges. Der Ölhafen sollte das Lufttanklager 2/VI in Preußisch Oldendorf versorgen und war zu diesem mit einer Pipeline verbunden. Er blieb im Krieg unzerstört und wurde erst nach 1945 in Betrieb genommen, als die Anlagen von der Britischen Armee besetzt waren. Anfang der 1950er Jahre wurde das Tanklager gesprengt. 
Die Hafenanlage blieb erhalten und ging im Zuge von Ertüchtigung und Ausbauarbeiten des Kanales in den 1960er Jahren in eine zivile Nutzung über. Einige Gewerbebetriebe siedelten sich dort an, insbesondere für den Umschlag von Forst- und Agrarprodukten, Bau- und Brennstoffen. 1973 wurde Getmold zu Preußisch Oldendorf eingemeindet. 2005 und 2006 wurden die vier markanten Silos gebaut.
2008 schloss sich der Hafen Getmold zusammen mit fünf weiteren Westfälischen Häfen zu dem HafenBand zusammen.

## Gewerbe und Infrastruktur
Heute umfasst der Hafen Getmold neben den Hafenanlagen ein 60 Hektar großes, südlich angrenzendes Gewerbegebiet, das die Hafenanlage mit wichtiger Infrastruktur ergänzt. Der Hafen ist hauptsächlich für den Umschlag von Baustoffen, Forst- und Agrarprodukten eingerichtet und wird von der Getmolder Hafenumschlag GmbH, der Raiffeisen Lübbecker Land und einem Großhändler für exotische Hölzer betrieben. Es sind ein 25 m hoher Portalkran für Massengüter, ein Mobilkran, eine Fahrzeugwaage und Fördereinrichtungen für Schüttgüter vorhanden. Es bestehen Lagermöglichkeiten auf 10.000 m² Freilagerflächen, in 900 m² beheizbarem Hallenlager und in vier Silos mit je 1.800 Tonnen Fassungsvermögen.
An den Kais können bis zu 10 Schiffe liegen und drei Schiffe gleichzeitig abgefertigt werden.
Unmittelbar benachbart betreibt der Wasser-Sport-Verein Preußisch Oldendorfs eine Marina. Dort finden Kleinfahrzeuge geeignete Anleger und eigene Ver- und Entsorgungseinrichtungen vor.
Gelegentlich machen im Hafen Getmold auch Ausflugsschiffe und die Personenschifffahrt fest.

## Verkehr
Gemeindestraßen und die L 557 verbinden den Hafen zu der 4 km südlich verlaufenden Bundesstraße 65 hin. Einen Bahnanschluss gibt es nicht. Zustiegsmöglichkeiten zum ÖPNV bestehen in etwa 500 m Entfernung.